# Sherur (quận)
Sherur (tiếng Azerbaijan:Şərur) là một quận thuộc Azerbaijan. Dân số thời điểm năm 2012 là 110696 người.